# 야히코산

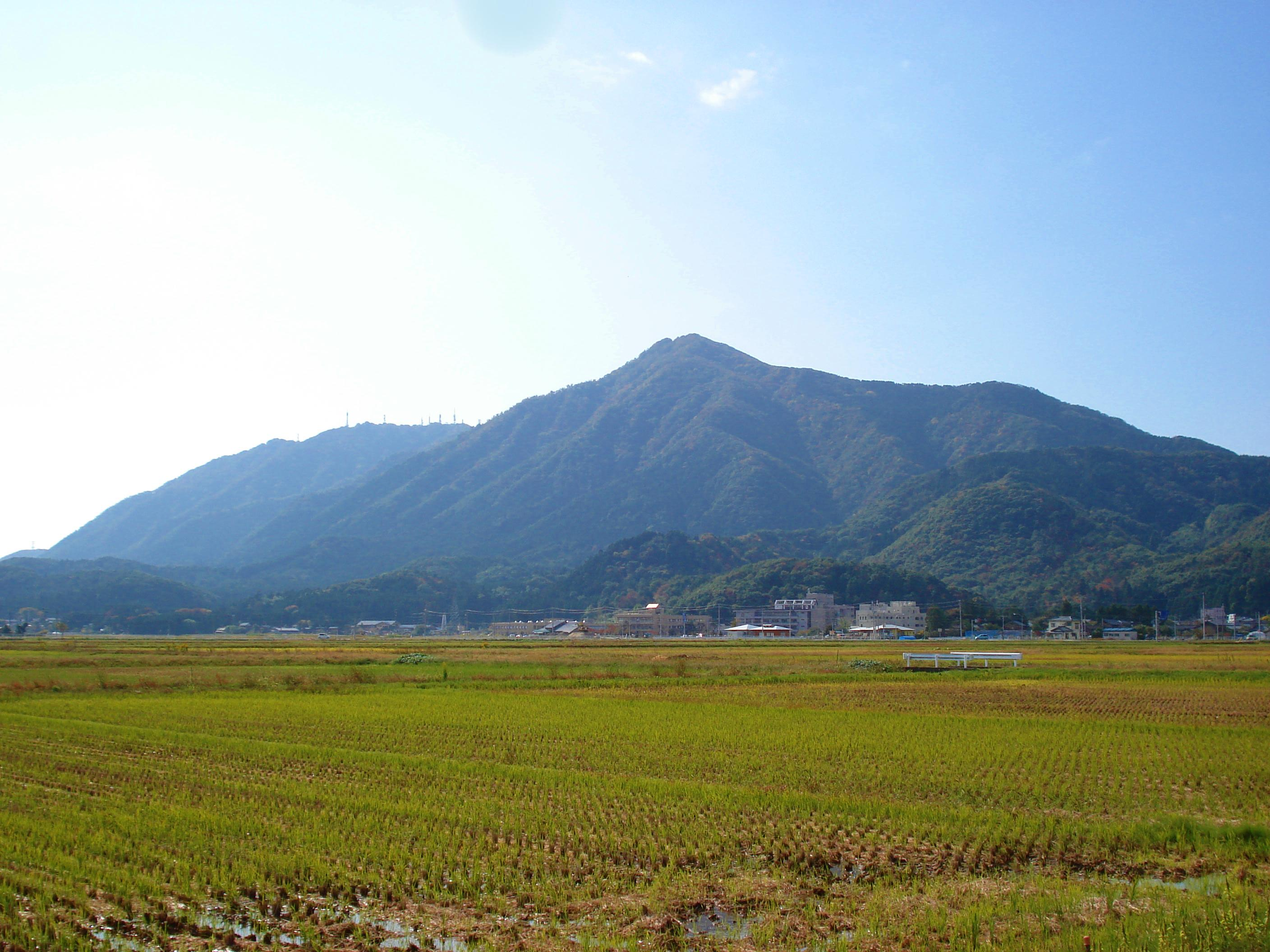
야히코 산

야히코산(일본어: 弥彦山 야히코야마[*])은 니가타현 니시칸바라군 야히코촌과 나가오카시 경계에 위치한 해발 634m의 산이다. 정상에선 니가타 현내를 볼 수 있으며 야히코 신사의 제신을 모시는 산으로 예부터 사람들의 숭배를 받아 산 전체가 야히코 신사의 신역으로 지정되고 있다.

## 같이 보기
- 이야히코 신사
- 야히코촌